# Margarita de Mayo Izarra
Margarita de Mayo Izarra (Polán, Toledo, 20 de julho de 1889- Madri, 1969) foi uma escritora, investigadora e jornalista espanhola.
Como escritora publicou um pequeno número de obras:
- Lluvia de Hijos: farsa cómica en tres actos (1915).
- Nuestros prosistas y poetas. Burgos, [s.a.].
- Galdós (selección de textos por Margarita de Mayo). 1922.
- Tradiciones y leyendas de Toledo. Burgos, [s.a.].[3]
- Obras de Benito Pérez Galdós (edición literaria a cargo de Margarita de Mayo). 1935.
- "Planes de trabajo" para la JAE. París, 1925.